# 150 Jahre Deutsche Eisenbahnen

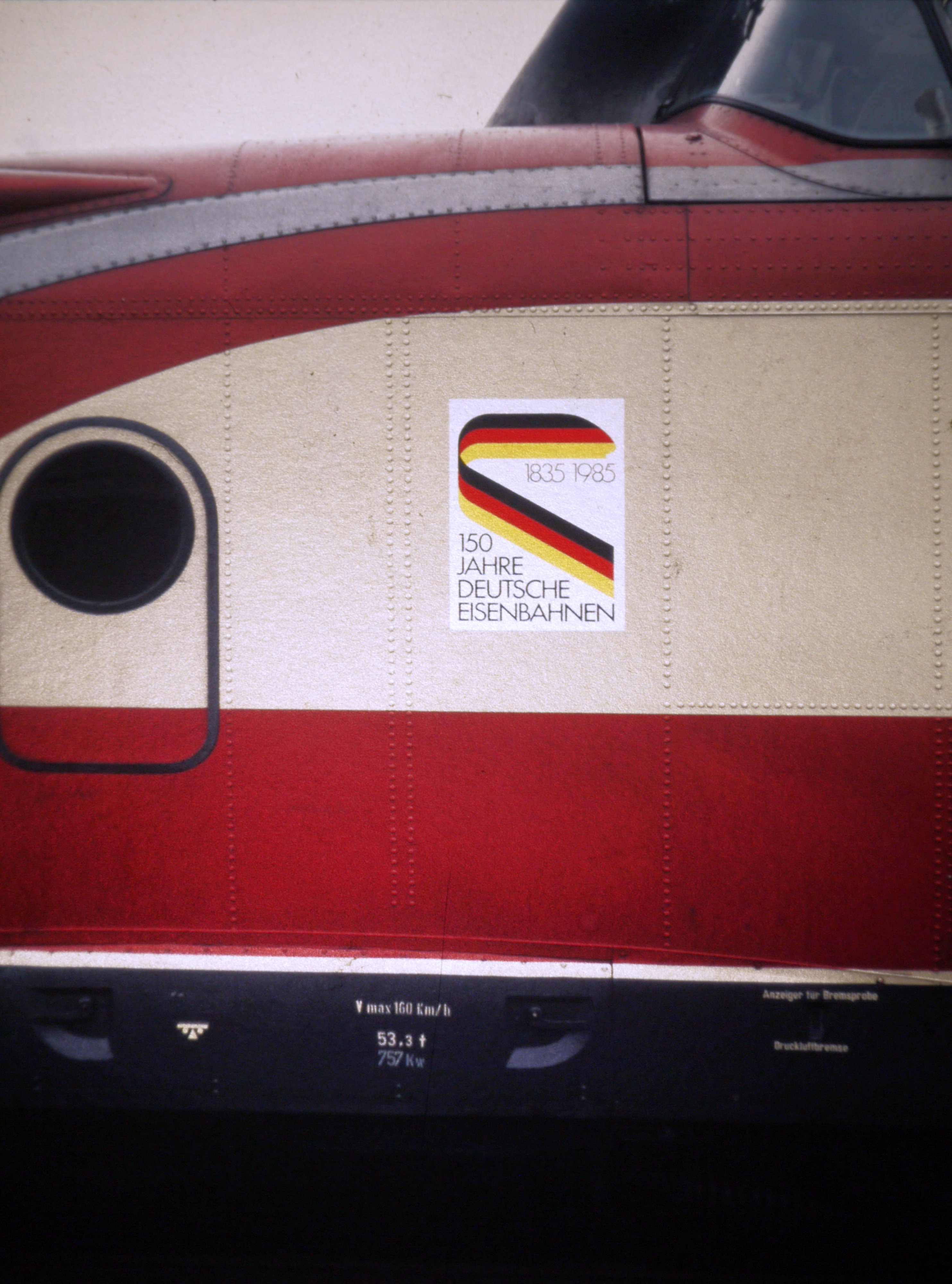
Veranstaltungslogo an einem Triebkopf der Baureihe 601

150 Jahre Deutsche Eisenbahnen war der Titel des Eisenbahn-Jubiläumsjahres 1985, das von der Deutschen Bundesbahn ausgerichtet wurde. Den zeitlichen Bezugspunkt bildete die Eröffnung der ersten Bahnstrecke in Deutschland von Nürnberg nach Fürth am 7. Dezember 1835 (Ludwigseisenbahn).

## Veranstaltungen

### Ausstellung Nürnberg
Von Mai bis August 1985 fand auf dem Gelände des Tafelwerks, ein stillgelegtes Eisenwalzwerk östlich der Nürnberger Innenstadt, eine große Jubiläumsausstellung statt. Sie zog etwa eine halbe Million Besucher an.:44 Wesentlicher Bestandteil der Ausstellung war eine Leistungsschau der Deutschen Bundesbahn und der Eisenbahnindustrie. Auf dem Freigelände waren Gleisbaumaschinen sowie moderne Elektrolokomotiven, Reisezugwagen und Güterwagen ausgestellt und in den Hallen wurden die Themenkreise Personen- und Güterverkehr behandelt. Zudem konnten die Besucher eine große Modellbahnanlage und ein Großraumabteil des InterCityExperimental bestaunen sowie sich über Eisenbahnbetriebstechnik und das Berufsbild des Eisenbahners informieren.
Neben der Leistungsschau wurden unter dem Motto „Zug der Zeit – Zeit der Züge“ mit Lokomotiven und Wagen verschiedener Epochen die Entwicklungsschritte der Eisenbahn dargestellt. Dazu gab es zahlreiche kleinere Ausstellungsstücke, wie etwa Dokumente, Fotos, Plakate, Schilder und andere Gebrauchsgegenstände. In einer Werkstatt wurde die Aufarbeitung von alten Lokomotiven präsentiert. Darüber hinaus konnten die Besucher ein Funktionsmodell einer Dampflokomotive mit aufgeschnittenem Kessel in Originalgröße betrachten.

### Erweiterung des Verkehrsmuseums Nürnberg
Im Verkehrsmuseum Nürnberg wurde die Ausstellung umgestaltet und das Außengelände mit der neuen Fahrzeughalle 2 südlich der Sandstraße schon am 7. Dezember 1984 eröffnet.

### Historische Sonderzüge
In Zusammenhang mit der Ausstellung gab es über den Sommer ein regelmäßiges Programm der Deutschen Bundesbahn mit historischen Sonderzügen. Neben Zügen mit historischen Diesel- und Elektrolokomotiven in der Umgebung von Nürnberg gab es auf den Strecken Nürnberg–Bayreuth und Nürnberg–Amberg mit Dampflokomotiven bespannte Sonderzüge. Hierzu wurden die Lokomotiven 01 1100, 23 105, 50 622 und 86 457 betriebsfähig aufgearbeitet. Außerdem gab es Pendelfahrten mit dem Nachbau des Adlers zwischen Nürnberg Hauptbahnhof und Bahnhof Nürnberg-Ost. Zwischen Nürnberg Ost und dem Ausstellungsgelände verkehrte ein Dampfpendelzug „Tafelwerkexpress“, der von den Lokomotiven LUCI und J. A. MAFFEI gezogen wurde. Alle 1985 eingesetzten Dampflokomotiven waren 2020 noch vorhanden.

### Besichtigungsfahrten erlebte Eisenbahn

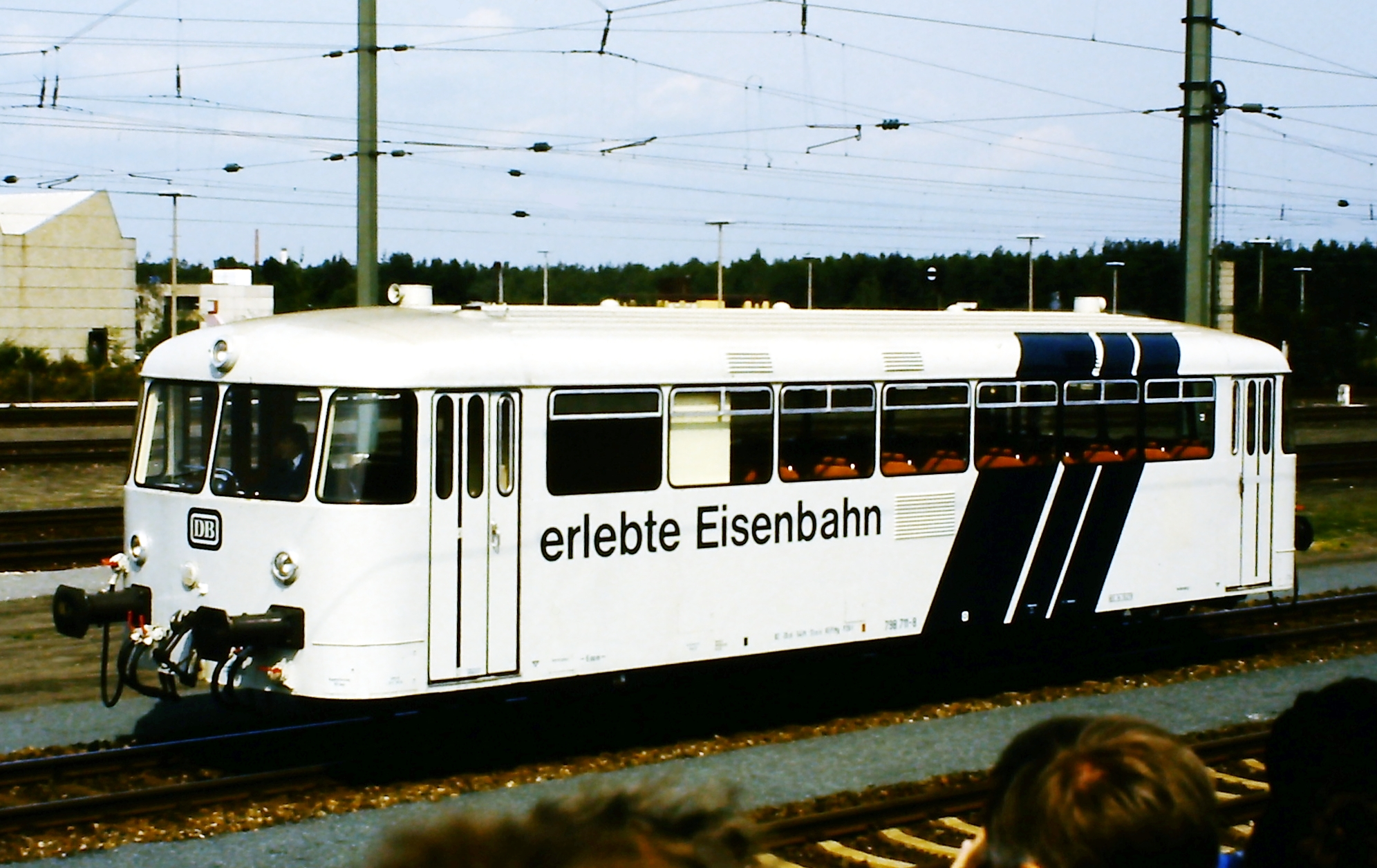
Uerdinger Schienenbus in Sonderlackierung zum Jubiläum

Vom Ausstellungsgelände wurde Besichtigungsfahrten angeboten, die zu verschiedenen Betriebsstätten in Nürnberg führten, beispielsweise zum Bahnbetriebswerk vom Rangierbahnhof. Die Fahrten wurden mit Schienenbussen der Baureihe 798 durchgeführt, die eigens eine weiße Lackierung mit drei blauen Streifen und der Aufschrift erlebte Eisenbahn erhielten.

### Fahrzeugparade Nürnberg

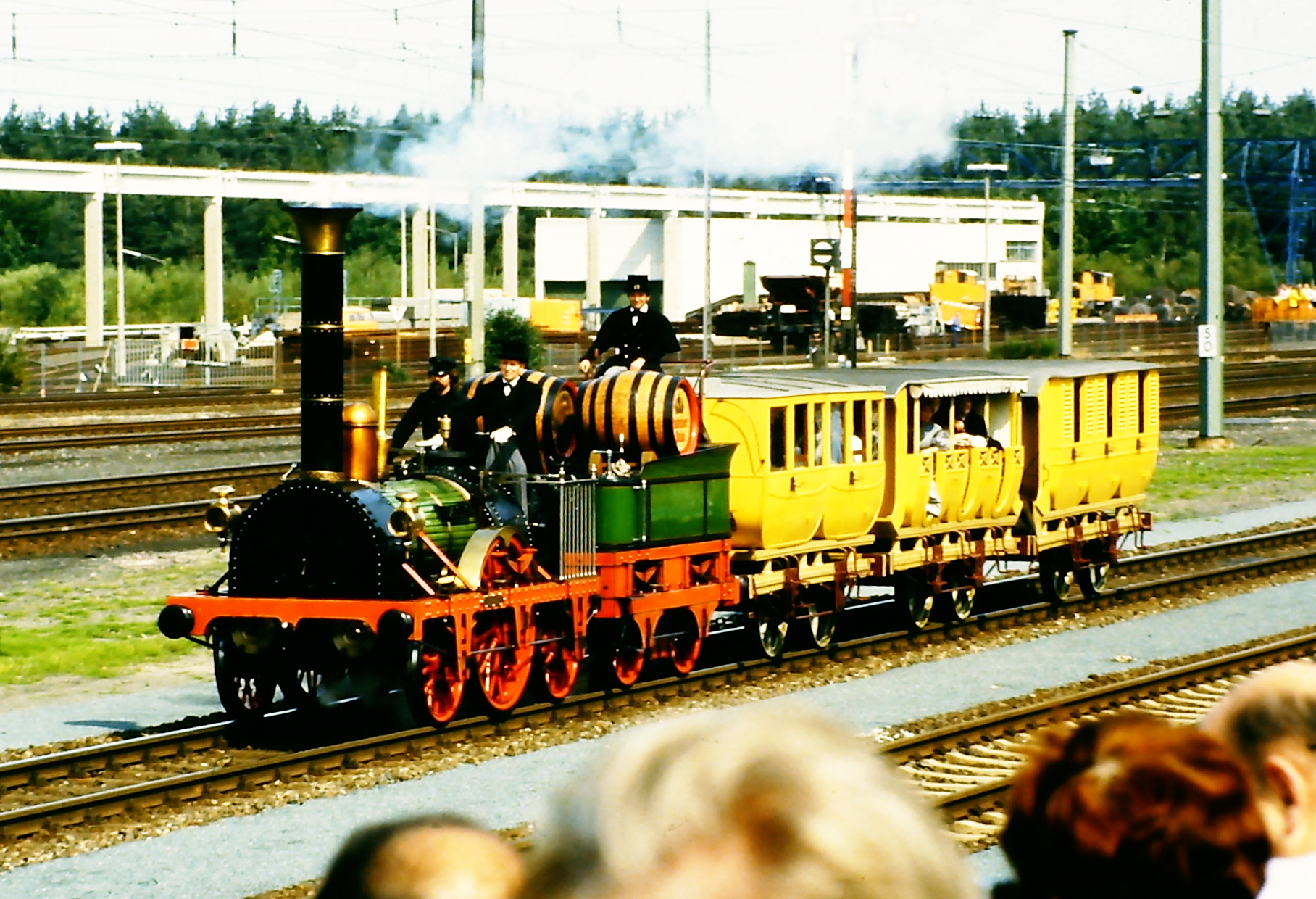
Nachbau des ersten deutschen Zuges auf dem Paradegleis im Bahnhof Nürnberg-Langwasser

An sechs Tagen an drei Septemberwochenenden fand im Bahnhof Nürnberg-Langwasser eine Fahrzeug-Parade mit Zugkompositionen aus verschiedenen Eisenbahnepochen statt. Für die Besucher wurde im Bahnhof eigens eine Tribüne mit einem Fassungsvermögen von 15.000 Plätzen aufgebaut. Knapp 50.000 Besucher sahen sich die Parade an. Die zur Schau gestellten Lokomotiven und Wagen stammten aus allen Epochen der Deutschen Eisenbahngeschichte und wurden von der Deutschen Bundesbahn, von privaten Eisenbahnvereinen und nichtbundeseigenen Eisenbahnen zur Verfügung gestellt. Insgesamt umfasste die etwa dreistündige Parade rund 250 Fahrzeuge.:3 Die Fahrzeuge wurden zu etwa 60 Zügen zusammengestellt und diese wiederum einer von acht Themengruppen zugeteilt.
Die Abwicklung der Parade bedeute für die Deutsche Bundesbahn einen hohen Organisations- und Betriebsaufwand. Rund 300 Eisenbahner sorgten bei jeder Parade für einen reibungslosen Ablauf.:7 Da einige Lokomotiven aufgrund ihres Alters noch nicht mit Zugbahnfunk ausgestattet waren, wurden Meldeposten mit Sprechfunk an der Strecke aufgestellt. Auch Hilfslokomotiven und Gerätewagen standen für den Fall eines Defektes bereit. Die Parade-Züge wurden vor Veranstaltungsbeginn in der Reisezugabstellgruppe des Bahnhofs Nürnberg-Dutzendteich bereitgestellt und dann nach und nach abgerufen. Nach Durchfahrt des Bahnhofs Nürnberg-Langwasser stellten sich die Parade-Züge in der Einfahrgruppe des Nürnberger Rangierbahnhofs auf.

### Fahrzeugschau Bochum-Dahlhausen

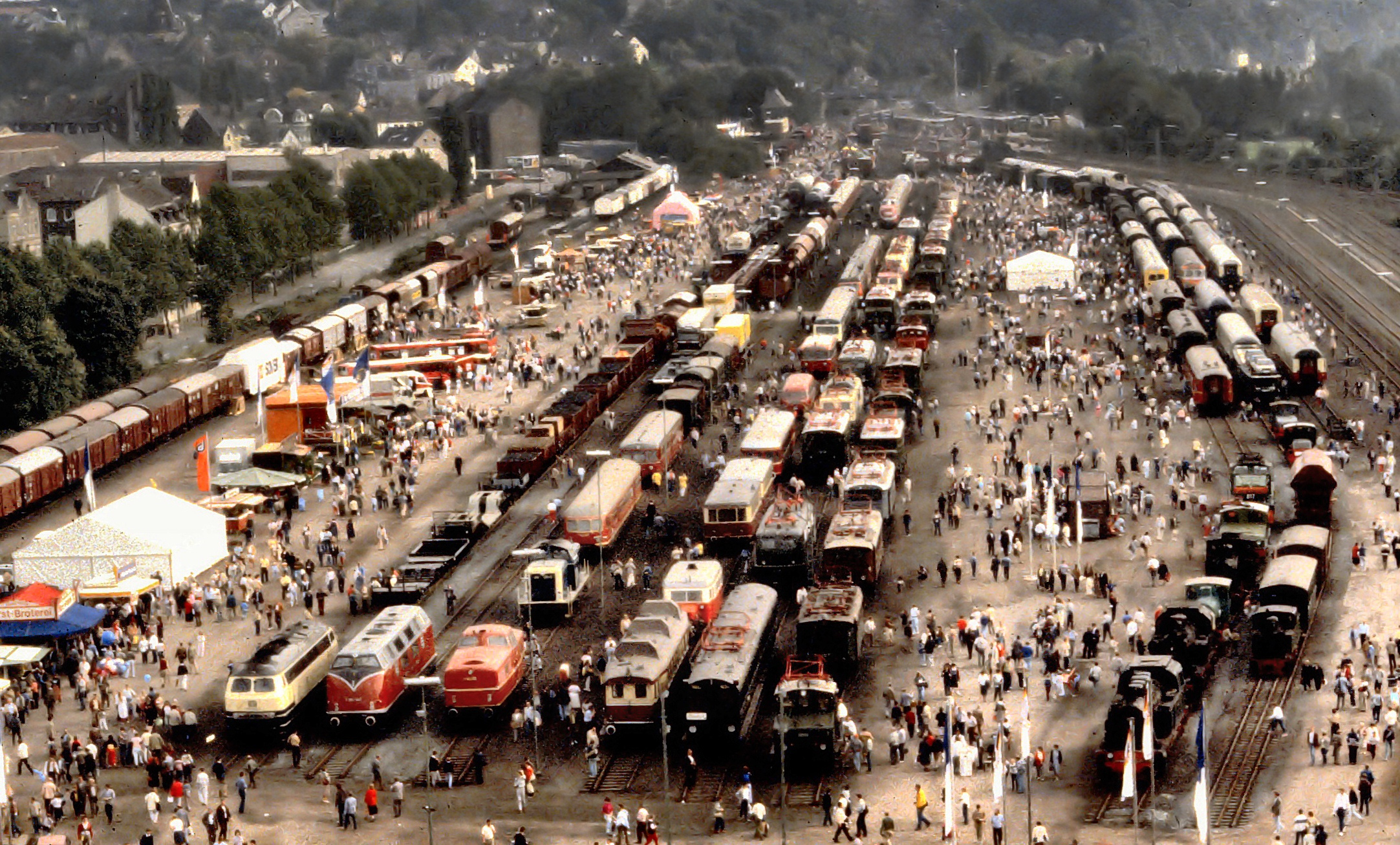
Blick auf das Gelände der Fahrzeugschau im ehemaligen Rangierbahnhof Bochum-Dahlhausen

Vom 3. bis 13. Oktober 1985 fand eine große Fahrzeugschau auf dem ehemaligen Rangierbahnhof Bochum-Dahlhausen statt. Etwa 300.000 Menschen besuchten die Veranstaltung auf dem rund 168.000 m² großen Ausstellungsgelände, das auch das benachbarte Eisenbahnmuseum der Deutschen Gesellschaft für Eisenbahngeschichte im ehemaligen Bahnbetriebswerk (heute Eisenbahnmuseum Bochum) mit einschloss.:60 Auf rund 7000 m Gleis wurden mehr als 200 Lokomotiven und Wagen ausgestellt.:60 Zu sehen waren 32 Dampf-, 20 Diesel- und 30 Elektrolokomotiven, die teilweise von Museen und Eisenbahnvereinen sowie aus privaten Sammlungen stammten. Neben den Lokomotiven konnten die Besucher auch zahlreiche Reisezug- und Güterwagen aus verschiedenen Epochen bestaunen. Ergänzt wurde die Veranstaltung durch Erlebnisfahrten, bei denen einige historische Fahrzeuge zum Einsatz kamen.

## Offizielle Publikationen
Begleitend zur Ausstellung wurde folgende Literatur veröffentlicht:
- Offizieller Jubiläumsband der Deutschen Bundesbahn. 150 Jahre Deutsche Eisenbahnen. Eisenbahn-Lehrbuch-Verlagsgesellschaft, München, 1985.[6]
- Zug der Zeit. Zeit der Züge. Deutsche Eisenbahn 1835 - 1985. Das offizielle Werk zur gleichnamigen Ausstellung unter der Schirmherrschaft von Bundespräsident Richard von Weizsäcker, (2 Bände). Herausgegeben von der Eisenbahnjahr Ausstellungsgesellschaft mbH. Siedler, Berlin, 1985.[7]
- Zug der Zeit – Zeit der Züge. Ein Führer durch die Ausstellung. Herausgegeben von der Eisenbahnjahr Ausstellungsgesellschaft mbH. 1985.[8]
- Eberhard Krummheuer: Das Jubiläum der Deutschen Eisenbahnen 1985 – DB Jubiläumsparaden. Eisenbahn-Lehrbuch-Verlagsgesellschaft, München 1985.[9]